# Bress
Bress, auch Bres [bʴrʴes], ist eine Sagengestalt aus der keltischen Mythologie Irlands, die den Formoren zugerechnet wird. Sein eigentlicher Name ist Eochu.

## Mythologie
Eochu ist im Lebor Gabala Eirenn („Das Buch der Landnahmen Irlands“) der Sohn des Formorenkönigs Elatha und der Túatha-Dé-Danann-Prinzessin Eriu (der Verkörperung Irlands). Seinen zweiten Namen Bress („der Schöne“) erhält er von seinem Vater, der prophezeit, alles Schöne in Irland müsse sich in Zukunft mit Bress messen.  Nach der ersten Schlacht von Cath Maige Tuired, in der König Nuada eine Hand verliert und deshalb nicht mehr regieren darf, wird er der neue König der Túatha Dé Danann. Jedoch verkümmert unter seiner geizigen und ungerechten Herrschaft das Land. Durch eine magische Satire (Glám dícenn) des Barden Coirpre verliert er den Thron:
Kein Gericht schnell in der Schüssel,
Keine Kuhmilch, von der ein Kalb groß wird,
Keine Bleibe für einen Mann im Dunkel der Nacht,
Keine Bezahlung für die Schar der Geschichtenerzähler:
Möge das der Wohlstand unter Bress sein!
Möge kein Gedeih bei Bress sein!
Bress muss zum Volk seines Vaters nach Lochlann fliehen. Mit der Hilfe Balors vom Bösen Auge versucht er seine Herrschaft zurückzugewinnen, wird jedoch mit den Fomoren in der zweiten Schlacht von Mag Tuired von den Túatha Dé Danann besiegt. Nach verschiedenen Variationen der Sage wird er nachher entweder verurteilt, verdorbene Milch zu trinken, wodurch er zu Tode kommt, oder er kann sein Leben retten, indem er Lugh verrät, welcher Tag der günstigste zum Bestellen der Felder ist (es ist der Dienstag). Er wird deshalb manchmal den Fruchtbarkeitsgöttern zugerechnet.
Bress wird auch manchmal als Gatte der Brigid und Vater Ruadans genannt.